# Бянкин, Валентин Петрович
Валентин Петрович Бянкин (10 ноября 1929, Пашково, Дальневосточный край — 22 апреля 1983, Ленинград) — советский хозяйственный, государственный и политический деятель. Морской географ.

## Биография
Родился 10 ноября 1929 года в селе Пашково.
С 1948 года — на хозяйственной, общественной и политической работе. В 1948—1983 гг. — в распоряжении Дальневосточного морского пароходства, 4-й, 3-й, 2-й помощник капитана, старпом, капитан парохода «Кузбасс», капитан пассажирского парохода «Азия», морской агент пароходства в порту Дальний, заместитель начальника пароходства, начальник Дальневосточного морского пароходства, заместитель директора Дальневосточного НИИ морского флота.
Являлся делегатом XXIV съезда КПСС (1971).
Избирался депутатом Верховного Совета РСФСР 9-го созыва.
Кандидат географических наук, исследователь мореплавания в России.
Покончил с собой в Ленинграде в 1983 году. Похоронен на Морском кладбище во Владивостоке.

## Членство в организациях
- Коммунистическая партия Советского Союза
- Всесоюзное географическое общество.

## Память
- В память Валентина Петровича назван теплоход контейнеровоз «Капитан Бянкин».
- Улица Бянкина во Владивостоке[3].

## Сочинения
- Бянкин В. П. Порт приписки. — Владивосток.: Дальневосточное книжное издательство, 1983. — 184 с. — 3000 экз.